# Fumée liquide

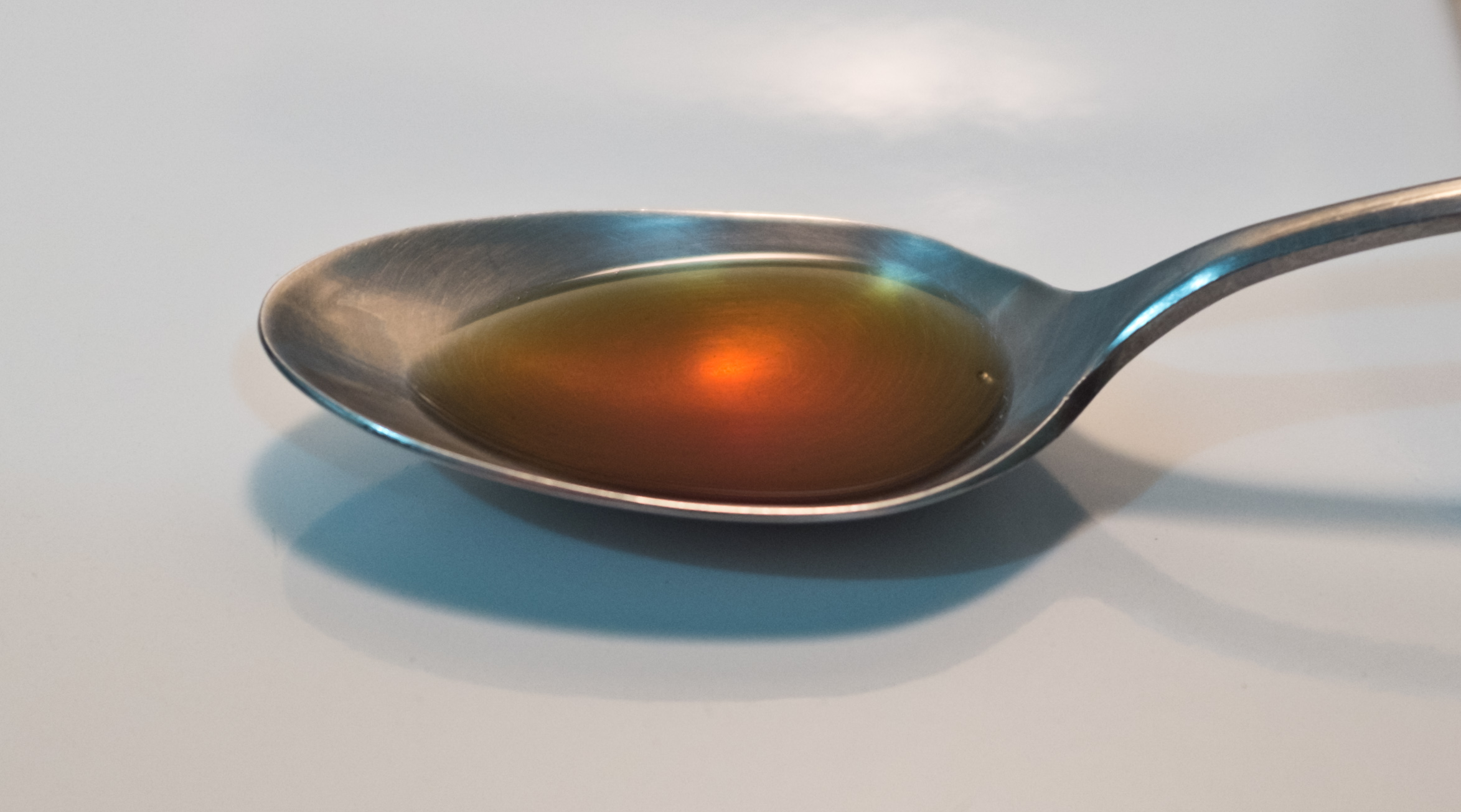
Une cuillère de fumée liquide

La fumée liquide est une substance produite par la fumée traversant l'eau.
La fumée liquide est utilisée pour la préservation des aliments et pour les aromatiser. Souvent la fumé provient du bois hickory[réf. nécessaire]. 
Au cours de la production les substances cancérigènes présentes dans la fumée traditionnelle peuvent être retirées de la solution, ce qui donne un produit sensiblement moins cancérigène que la fumée normale.[citation nécessaire]
La fumée liquide est très utilisée dans les barbecue ou pour des recettes de viande séchée.  